# Multiwizja
Multiwizja – terminem tym określano w latach 80. i 90. XX wieku spektakle audiowizualne oparte na zwielokrotnionej ilości zestawów diaporamistycznych (standardowo jeden prezentujący pokaz na 2–3 rzutnikach przezroczy) lub połączenie prezentacji diaporamy z innymi mediami dającymi zaskakujące efekty (np. obracający się na gramofonie pryzmat, przez który przepuszczona wiązka światła z rzutnika przezroczy rzucana była na ten sam ekran na którym prezentowano diaporamę).